# T-25
Der T-25 (russisch T-25), im Zuge von Modellerneuerungen auch als T-30 und AGROMASCH 30TK bezeichnet, ist ein sowjetischer und später russischer Traktor, der ab 1966 zuerst im Charkowski Traktorny Sawod (kurz ХТЗ bzw. ChTS) produziert wurde. Ab 1972 übernahm das Wladimirski Traktorny Sawod die Produktion, wo es bis zu dessen Insolvenz 2018 gebaut wurde. Insgesamt entstanden weit über 800.000 Exemplare des Traktors.

## Fahrzeuggeschichte

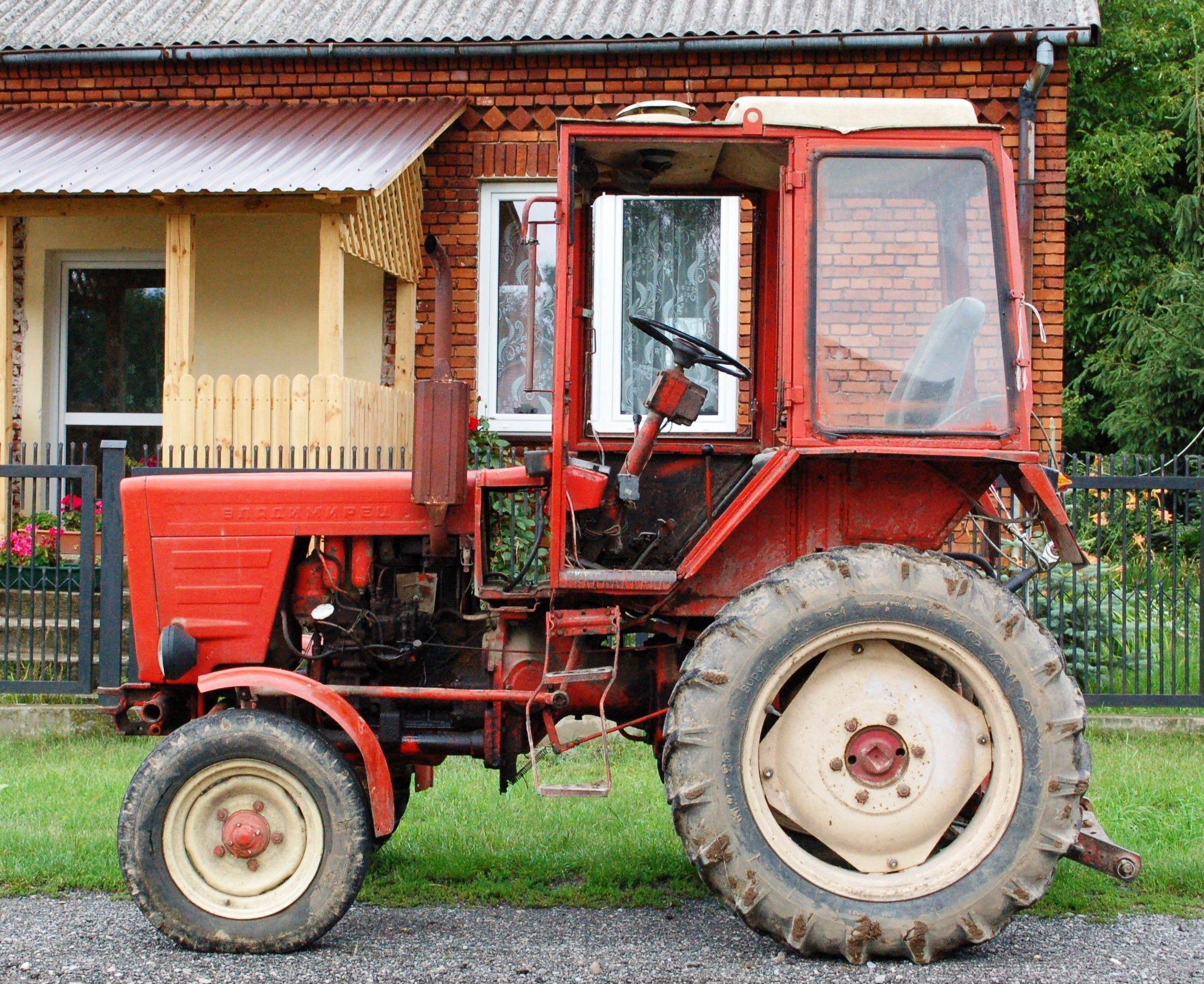
Seitenansicht eines T-25 in Polen (2011)

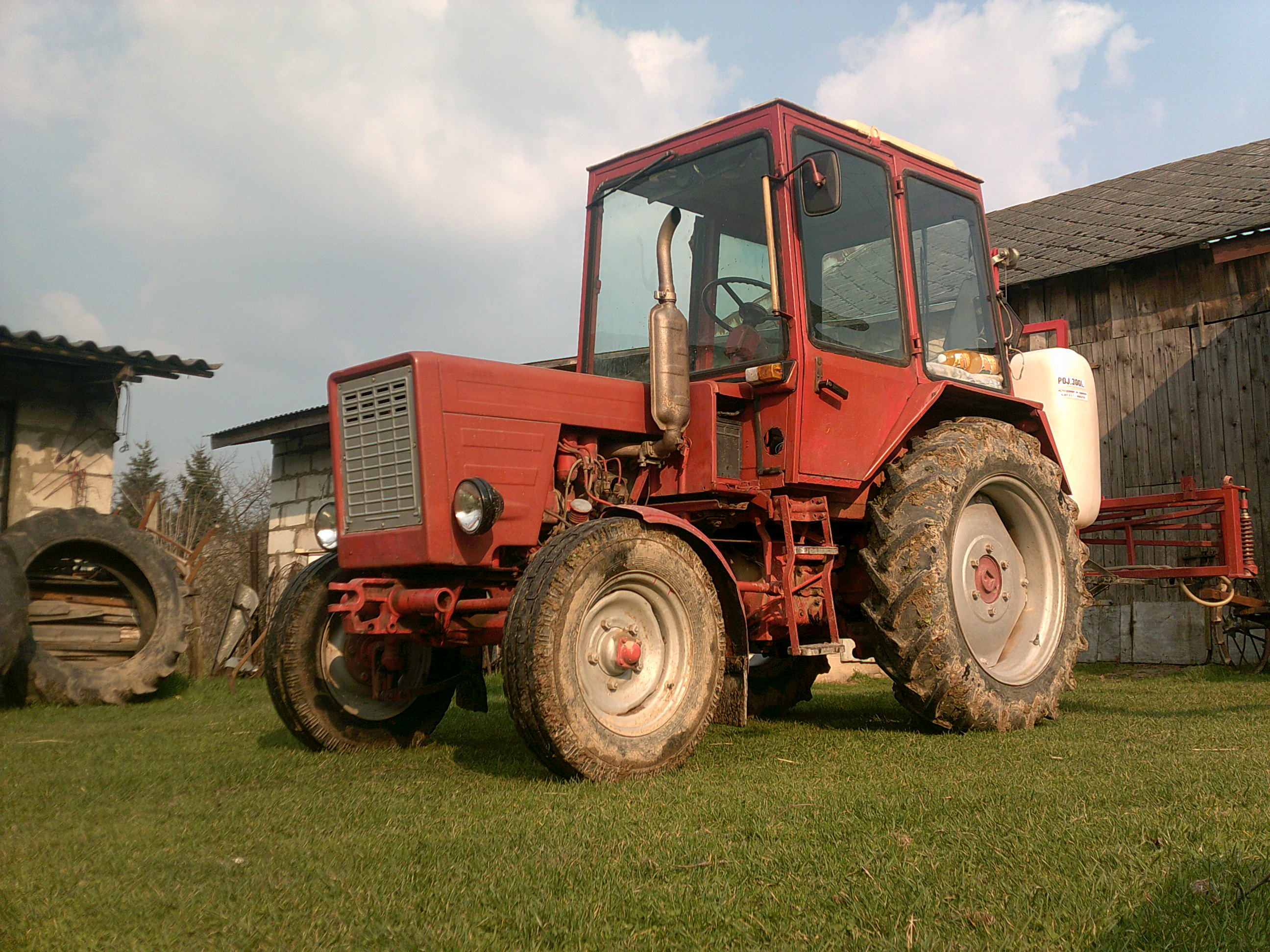
Ein T-25A2 Baujahr 1989 in Polen (2012)

Das Charkowski Traktorny Sawod begann 1966 mit der Fertigung des T-25. Bis 1969 wurde noch der Vorgänger DT-20 parallel gefertigt, der dem T-25 in Größe und Leistung ähnelt. Verbaut wurde ein Zweizylinder-Dieselmotor mit einer Leistung von 20 PS (14,6 kW). Bis 1972 wurden in Charkow exakt 60.055 Traktoren vom Typ T-25 gebaut.
Im gleichen Jahr übernahm das Wladimirski Traktorny Sawod (kurz ВТЗ  beziehungsweise WTS) die Fertigung des Fahrzeugs. Das Werk hatte bereits 1970 die Produktion des T-28 an ein anderes Traktorenwerk abgegeben und in der Zwischenzeit lediglich Dieselmotoren hergestellt. Bis 1973 entstanden noch einmal etwa 39.000 Traktoren vom Typ T-25 in Wladimir. Somit wurden insgesamt etwa 99.000 Maschinen vom Typ T-25 der ersten Generation gebaut. Ab 1973 wurde mit dem T-25A eine überarbeitete Version des Traktors gebaut. Die Leistung stieg von 20 auf 25 PS und auch die Gestaltung der Karosserie änderte sich. Das Fahrzeug erhielt serienmäßig eine Kabine und die Motorhaube ist eckiger geformt.
Es ist nicht exakt klar, bis wann der T-25A produziert wurde. Bekannt ist, dass bis mindestens 1994 T-25A-Traktoren serienmäßig gebaut wurden. Es erschienen verschiedene Versionen, darunter die Modelle T-25A2, T-25A3 und T-25K mit kleineren technischen Änderungen. Vom Modell T-25A wurden mindestens 731.300 Exemplare gefertigt, wobei die knapp 100.000 Fahrzeuge aus der Zeit von 1966 bis 1973 nicht einbegriffen sind.
Bereits 1989 wurde mit dem T-30 eine Version mit vergrößerter Motorleistung angeboten. Es erschienen diverse Modifikationen für spezielle Einsatzzwecke, außerdem unter der Bezeichnung T-30A80 eine Version mit Allradantrieb.
2002 wurde das Wladimierer Traktorenwerk vom Konzern Traktornyje Sawody aufgekauft. Im Rahmen von Umstrukturierungen wurde der Traktor in AGROMASCH 30TK (russisch АГРОМАШ 30ТК) umbenannt. Unter diesem Namen wurde das Fahrzeug Ende 2016 noch immer angeboten. Der verbaute Dieselmotor vom Typ D-120 leistete zu diesem Zeitpunkt 30 PS (22 kW), und wie schon zu Beginn der Produktion wurde ein manuelles Schaltgetriebe mit acht Vorwärts- und sechs Rückwärtsgängen verbaut. Die Vorderachse konnte wahlweise angetrieben sein oder als Portalachse ausgeführt werden. Bei letzterer Option wurde auf den Allradantrieb zu Gunsten einer größeren Bodenfreiheit verzichtet.

## Technische Daten
Die nachfolgenden Daten gelten für den T-25A. Die äußeren Abmessungen schwanken je nach Quelle leicht, teilweise bedingt durch unterschiedliche zugelassene Reifengrößen.
- Motor: Zweizylinder-Viertakt-Dieselmotor
- Motortyp: D21A1, abweichend auch D-120
- Leistung: 25 bis 26,6 PS (18,3 bis 19,5 kW)
- Hubraum: 2,08 l
- Hub: 105 mm
- spezifischer Kraftstoffverbrauch: 223 g/kWh
- Zugkraft: maximal 5,89 kN
- Getriebetyp: handgeschaltetes Getriebe mit acht Vorwärts- und sechs Rückwärtsgängen
- Geschwindigkeiten vorwärts: 1,8–21 km/h
- Hydraulikanlage hinten
- Zapfwelle hinten, fahrtkupplungsunabhängig: 540 min−1
- Antriebsformel: 4×2

Abmessungen und Gewichte
- Länge: 3180 mm
- Breite: 1472 mm
- Höhe: 2477 mm
- Spurweite: 1200–1400 mm
- Hinterreifen: 9-32" oder 10-28"
- Gewicht: 2020 kg
- Zuladung: 600 kg
- Motorgewicht: etwa 300 kg